# Amadou Gon Coulibaly

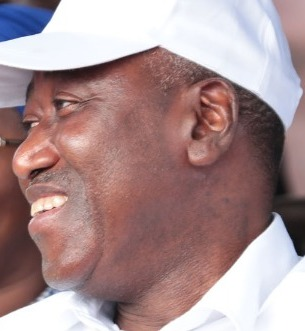
Amadou Gon Coulibaly, 2018

Amadou Gon Coulibaly (* 10. Februar 1959 in Abidjan; † 8. Juli 2020 ebenda) war ein Politiker der Rassemblement des Républicains und vom 10. Januar 2017 bis zu seinem Tod Premierminister der Republik Côte d’Ivoire (Elfenbeinküste).

## Leben
In den 1990er-Jahren arbeitete er als Technischer Berater unter Premierminister Alassane Ouattara. Von 1995 bis 2000 war er Abgeordneter in der Nationalversammlung. Vom Oktober 2002 bis Februar 2010 war er Landwirtschaftsminister.
Ab Januar 2017 war  er als Nachfolger von Daniel Kablan Duncan Premierminister der Elfenbeinküste. Er galt als einer der Favoriten bei der für den 31. Oktober 2020 geplanten Wahl für das Präsidentenamt.
2012 war ihm ein Herz transplantiert worden. Kurz vor seinem Tod hatte er sich acht Wochen lang in Frankreich ärztlich behandeln lassen. Dort war ihm ein Stent eingesetzt worden. Laut dem ivorischen Sender RTI erlitt Gon Coulibaly am 8. Juli 2020 während einer Kabinettssitzung einen Herzinfarkt.